# Celice (A-ha)
Celice is een nummer van de Noorse band A-ha uit 2005. Het is de eerste single van hun achtste studioalbum Analogue.
Het werd een nummer 1-hit in A-ha's thuisland Noorwegen. Ook in veel andere Europese landen werd het nummer een hit. Hoewel het in Nederland flopte, bereikte het nummer in Vlaanderen de 9e positie in de Tipparade.